# Homme de Clonycavan
L'Homme de Clonycavan est le corps momifié d'un homme retrouvé dans une tourbière à Clonycavan (comté de Meath, Irlande) lors de l'hiver 2003. Une datation au carbone 14 indique que le corps a été jeté dans la tourbière entre 392 et 201 av. J.-C. Sa coiffure est le plus ancien exemple de crête iroquoise connu.

## Découverte
Repéré dans l'énorme crible d'une machine agricole, l'Homme de Clonycavan était nu, tête tournée vers la gauche, jambes et avant-bras arrachés par l'engin qui l'avait exhumé de la tourbière. Sa tête et son torse présentaient des marques de violences infligées avant d'être jeté dans la tourbière : il avait reçu trois coups de hache en pierre à la tête qui lui avaient ouvert le crâne, laissant sortir des parties de cerveau, il avait aussi reçu un coup à la poitrine et avait été éventré. Pendant qu'il reposait dans la tourbe, le poids des sphaignes gorgées d'eau avait aplati sa tête fracassée et les eaux sombres avaient tanné sa peau comme du cuir et donné à ses cheveux bruns une teinte orange.
Un appel fut lancé à la communauté archéologique car il ne s'agissait pas là de la victime d'un meurtre banal : l'Homme de Clonycavan était en effet une momie des tourbières embaumée de façon naturelle, qui témoignait à sa façon des rituels mystérieux en usage durant l'âge du fer en Europe du Nord, durant les siècles précédant et suivant J.-C. Une datation au carbone 14 indique que le corps a été jeté dans la tourbière entre 392 et 201 av. J.-C.,. Préservées par l'absence d'oxygène et les composés antimicrobiens des sphaignes, des centaines de ces étranges momies ont été retrouvées dans les zones humides d'Irlande, du Royaume-Uni, d'Allemagne, des Pays-Bas et particulièrement du Danemark.

## Emploi du gel capillaire à la Protohistoire
La coiffure de l'Homme de Clonycavan ne manque pas d'étonner ses observateurs. Outre les cheveux coupés court sur la nuque, il possède ce que l'on pourrait appeler aujourd'hui une forme de crête iroquoise, popularisée au XXe siècle par le mouvement punk. Cette houppe de 20 cm de hauteur pouvait peut-être permettre à cet homme de se donner une plus grande taille. En effet, sa taille, estimée à 1,57 m, était petite pour un homme, même entre le IIIe et le IVe siècles av. J.-C. Pour faire tenir ses cheveux, il utilisait un gel composé d'un mélange d'huile végétale et de résine provenant de pins. Aucun arbre ne produisait ce type de résine en Irlande. Une étude révèle qu'elle était importée du nord de l'Espagne ou du sud-ouest de la France, ce qui atteste sans doute du niveau social élevé de son utilisateur, capable de faire venir de si loin un produit cosmétique.

## Raisons du sacrifice
À partir de 2003, le National Museum of Ireland's Bog bodies Research Project mène une étude qui s'est concentrée sur plusieurs momies, dont celle d'Oldcroghan et celle de Clonycavan a proposé de voir dans ces morts la trace de rituels de royauté. Certaines gravures sur bois retrouvées près des défunts (à Ralaghan et Corlea notamment) ont été identifiées à des marqueurs de frontière. Ce genre d'objet semble avoir été utilisé à l'occasion de l'intronisation d'un nouveau roi et les corps auraient été déposés dans des zones marquant la frontière du domaine royal.